# Narni
Narni je historické město s 20 tisíci obyvateli ve střední Itálii, v Umbrii, asi 67 km jižně od Perugie. Přes Narni vedla hlavní silnice do Říma, Via Flaminia, která zde překračovala řeku Nar. Z mostu, který dal postavit císař Augustus roku 14 př. n. l., se zachoval krajní oblouk.

## Historie
Někdy kolem roku 600 př. n. l. se zde zmiňuje oskicko-umbrijské sídlo Nequinum, které za Samnitských válek (343-290 př. n. l.) připadlo Římanům. Ti je přejmenovali podle řeky Nar (dnes Nera) Narnia a ustanovili jako municipium. Kolem roku 220 př. n. l. byla dokončena Via Flaminia a po celá staletí chodili všichni cestovatelé a poutníci do Říma přes Narnii a její most. Za stěhování národů bylo město opakovaně zpustošeno, v 10. století patřilo císaři Otovi I. pak hraběnce Matyldě Toskánské. Roku 1112 stálo město proti papeži Paschalovi II. a roku 1167 naopak proti císaři Fridrichu Barbarossovi.
Ve 14. století město prosperovalo, byl postaven hrad Rocca d’Albernoz, Loggia dei Priori a kolonáda ve městě. Roku 1525 dobyli město němečtí lancknechti císaře Karla V. a vypálili je. Z této rány se město už nikdy nevzpamatovalo. Roku 1861 se stalo součástí Italského království.

## Pamětihodnosti
- Dóm sv. Juvenala z let 1045-1147. Roku 1322 byl goticky upraven presbytář a v 15. století přistavěn portikus. Dóm má cenné vnitřní zařízení, hrob biskupa sv.Juvenala z Narni.
- Kostel sv. Dominika, původně katedrála ze 12. století, roku 1304 převzatá dominikány
- Kostel P. Marie Impensole, trojlodní románská basilika ve svahu, založena roku 1175
- Kostely sv. Františka a sv. Augustina ze 14. století.
- Městské brány Porta Ternana a Porta nuova
- Palazzo del Podesta, radnice ze 13. století
- Tři římské mosty: Ponte Calamone, Ponte Cardaro a nejslavnější Ponte Augusto na silnici Via Flaminia
- Rocca Albornoz, hrad z poloviny 14. století na nejvyšším místě města /322 m n. m.)
- Benediktinský klášter sv. Kasiána za městem

Podle latinského názvu města nazval britský spisovatel C. S. Lewis dějiště svých románů Narnie.

## Galerie

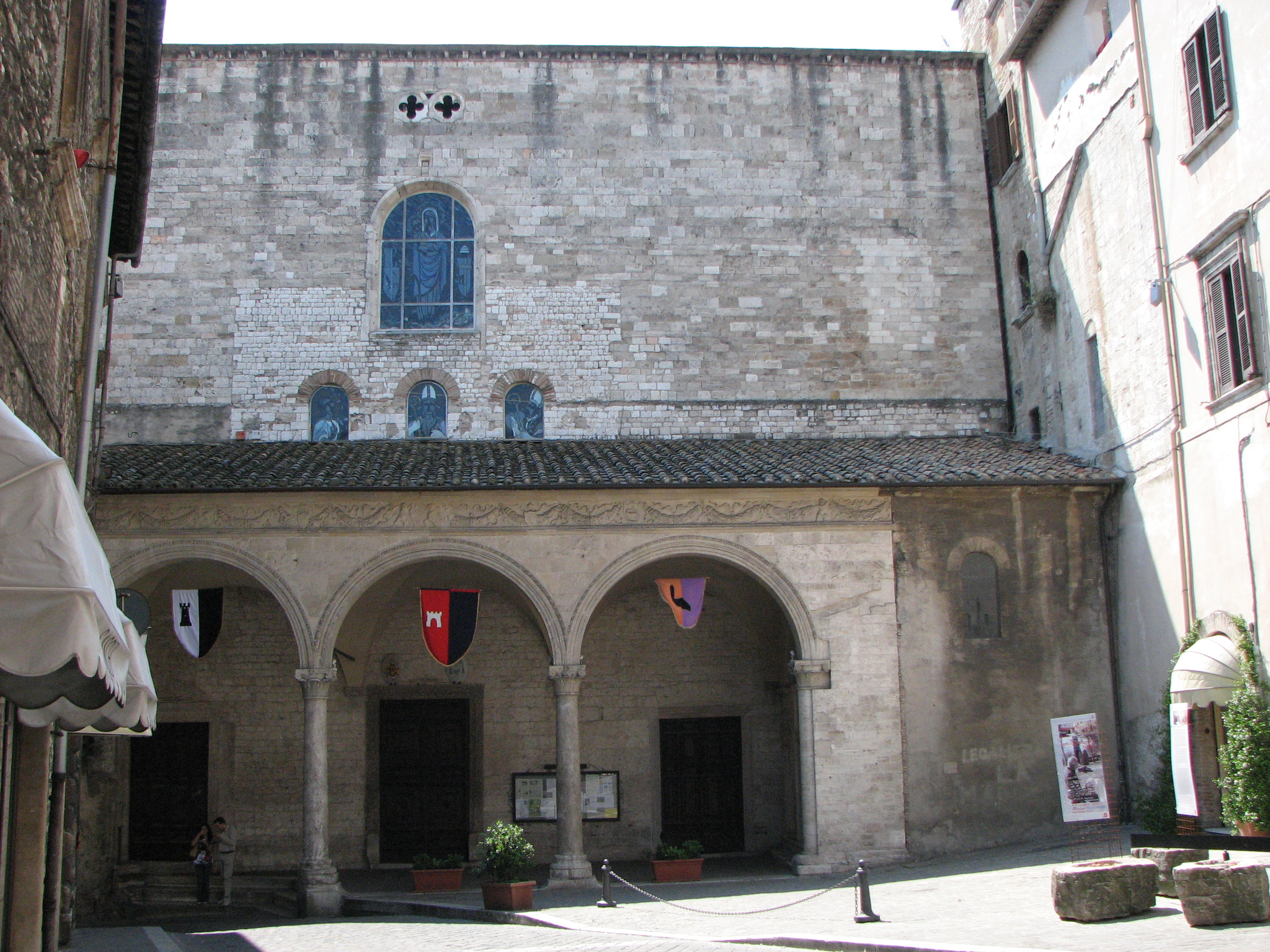
Dóm sv. Juvenala, průčelí
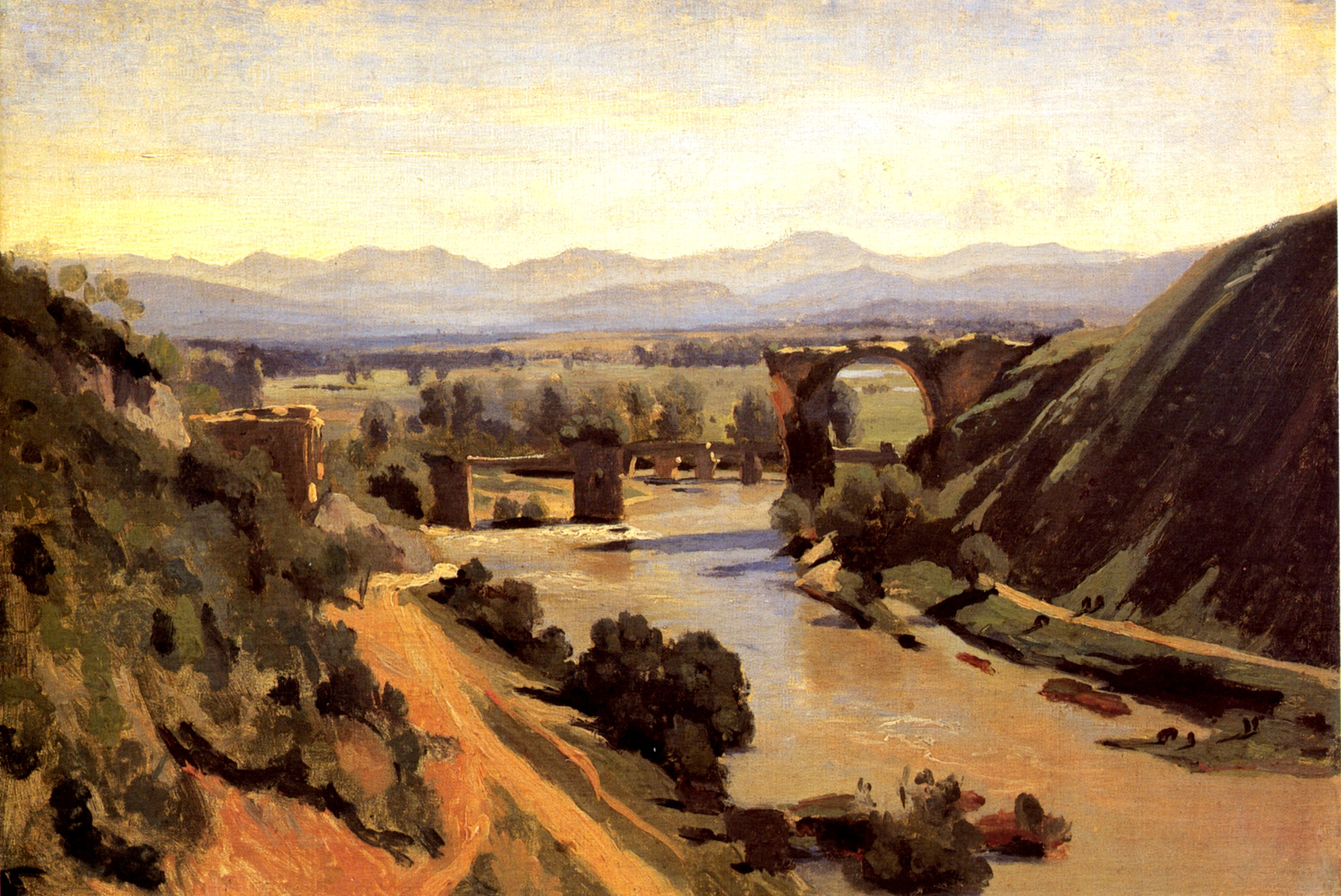
C.Corot: Augustův most v Narni (1826)
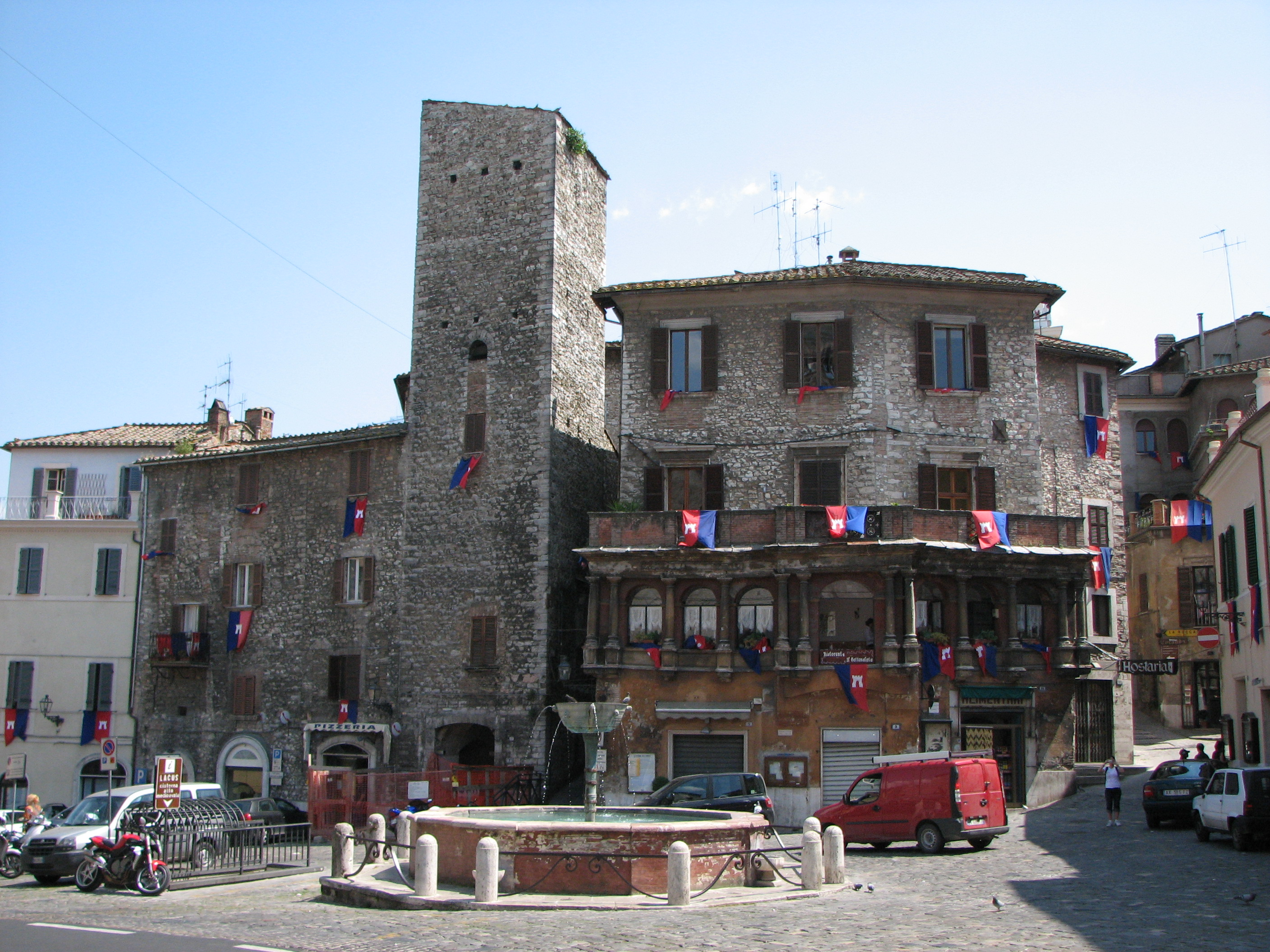
Narni, náměstí
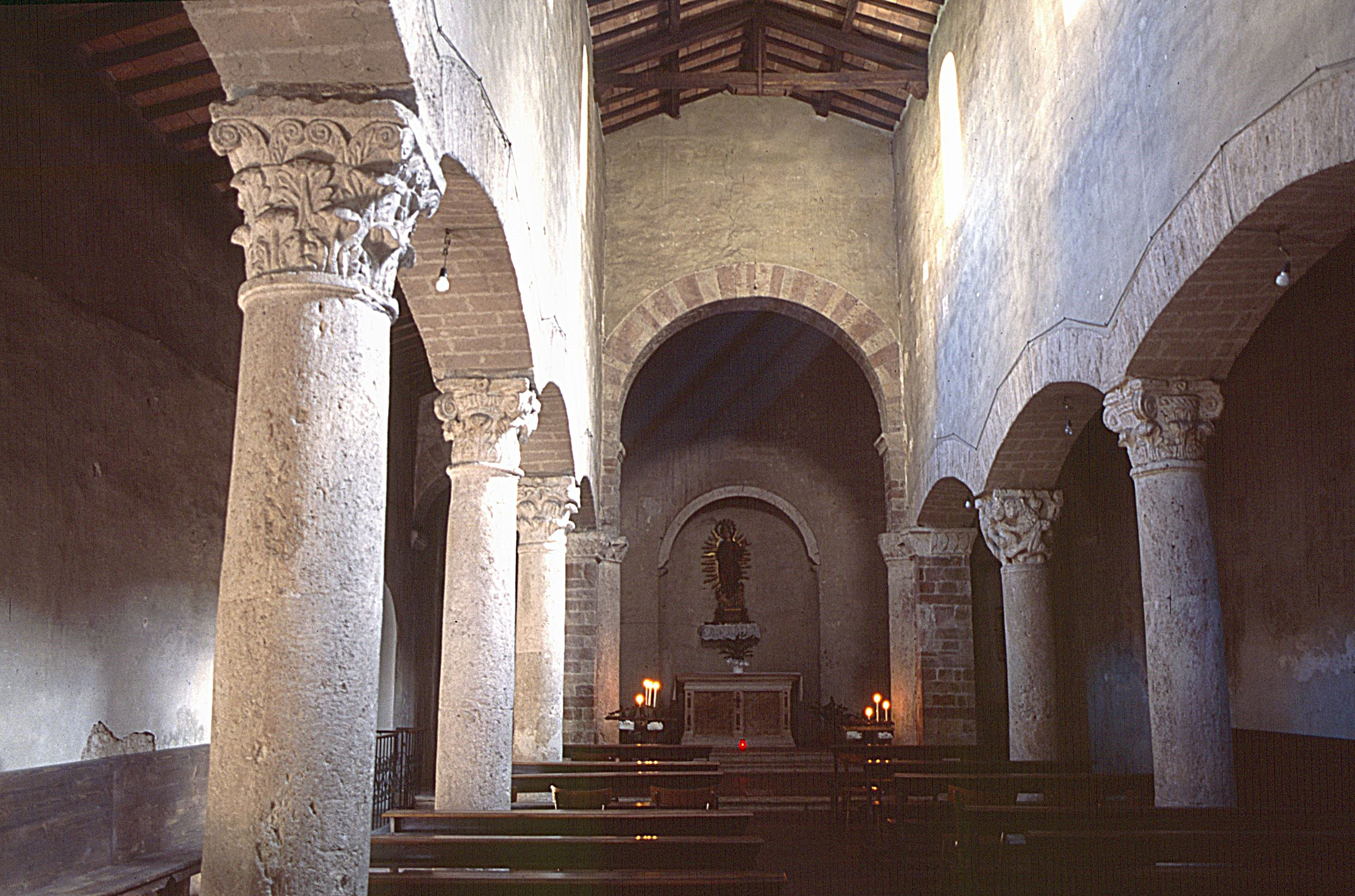
Kostel P. Marie Impensole
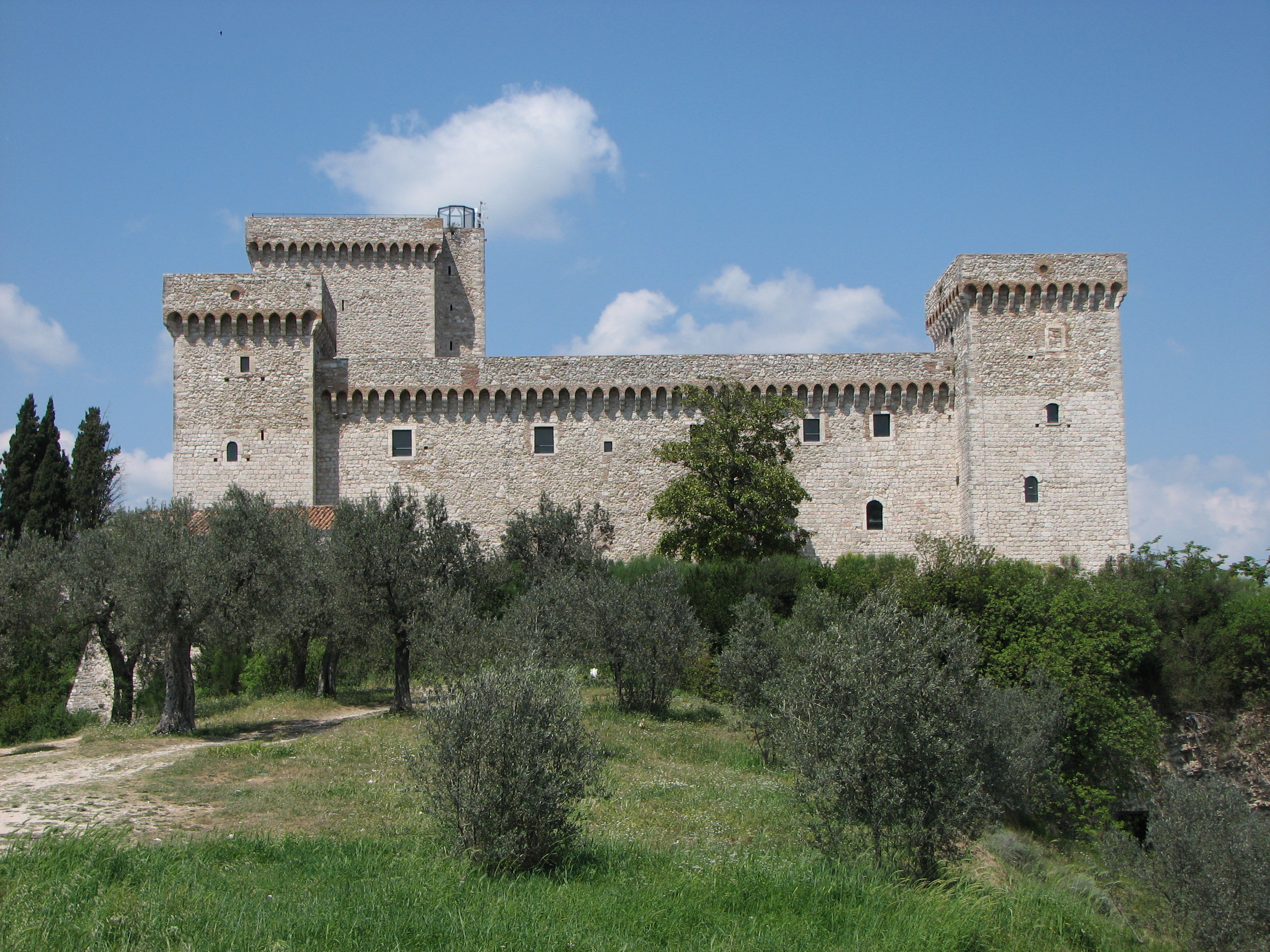
Rocca d’Albornoz
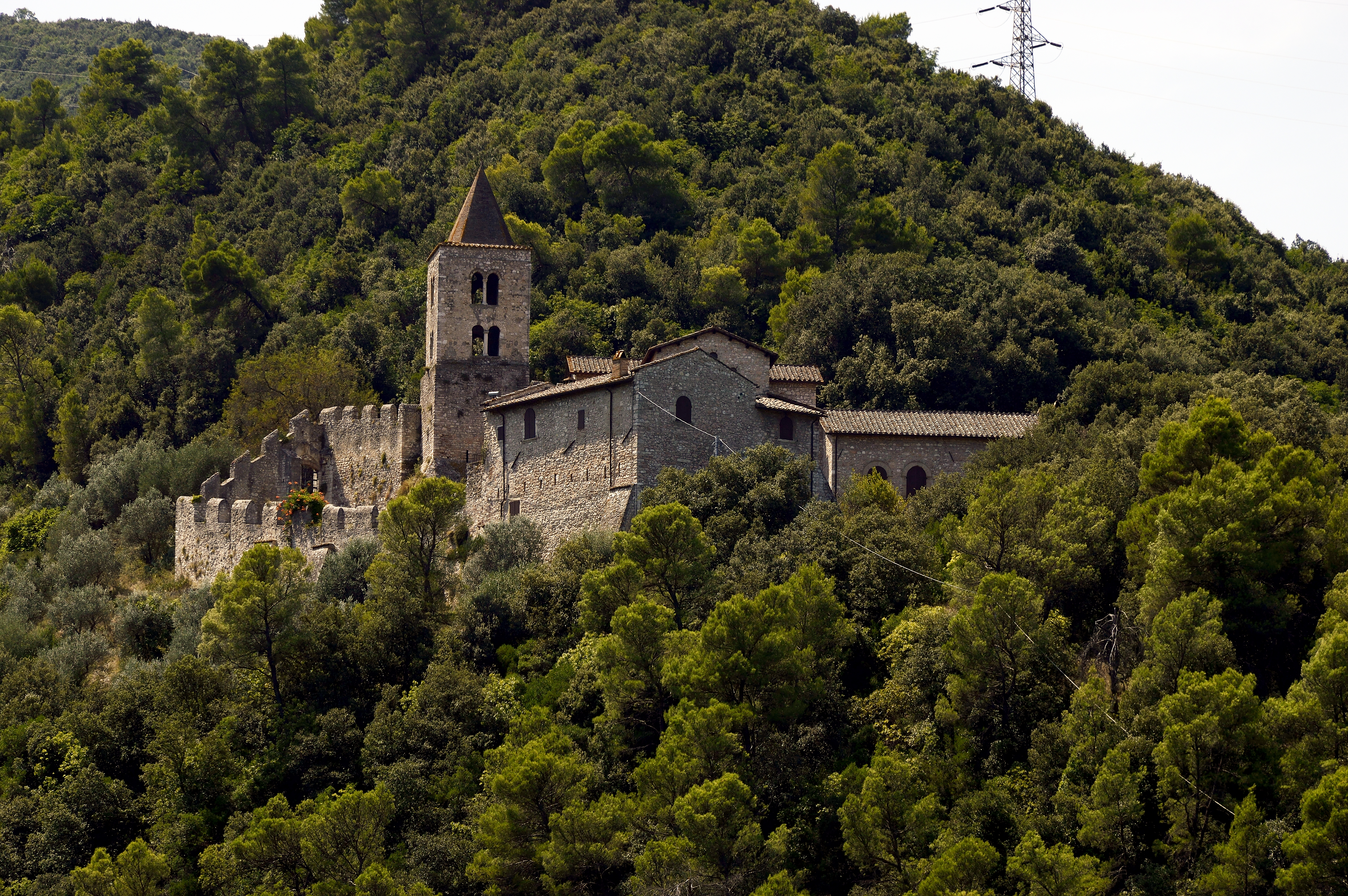
Opatství sv. Kasiána